# 889 Broadway
889 Broadway, también conocido como Gorham Manufacturing Company Building, es un edificio de Estilo Reina Ana ubicado en Broadway y East 19th Street en el distrito Flatiron de Manhattan en Nueva York, dentro del distrito histórico Ladies 'Mile. Fue construido en 1884 ydiseñado por Edward Hale Kendall.
889 Broadway sirvió como tienda minorista para Gorham Manufacturing Company, un importante fabricante de plata esterlina y chapados en plata, hasta 1905. Los pisos sobre el segundo piso se alquilaron originalmente como apartamentos de solteros hasta que Gorham se expandió al resto del edificio. Posteriormente, el edificio se convirtió en lofts y oficinas en 1913. En 1977, se restauró el diseño original y, en 1984, la Comisión de Preservación de Monumentos de Nueva York lo designó monumento oficial de la ciudad.

## Historia

### Contexto
El sitio fue inicialmente propiedad de miembros de la acaudalada familia Goelet, originaria de los Países Bajos. La familia Goelet tenía una larga tradición de invertir en bienes raíces de Nueva York.  Peter Goelet, conocido por aferrarse "tenazmente" a todos los bienes raíces que poseía, fue el primero en comprar terrenos en la zona en los años 1840. Peter compró tres lotes a lo largo de la acera este de Broadway, delimitada por la calle 19 al sur y la calle 20 al norte, donde ahora se encuentra el adyacente 900 Broadway. Otro miembro de la familia, Almy Goelet, compró el sitio del edificio Gorham al otro lado de la calle en 1845-1846. Durante los años 1850, ese sitio contenía una ferretería y un comerciante de mármol. Tras la muerte de Peter en 1879, la propiedad de su tierra pasó a sus sobrinos Robert y Ogden. En los años 1880, los Goelet poseían la mayor parte de la tierra desde las calles 19 a 20 a ambos lados de Broadway.
Mientras que Broadway debajo de la calle 14, en Union Square, era conocida como un distrito residencial de lujo, la sección hacia el norte no tuvo un desarrollo similar, y la residencia más opulenta en este tramo sería la residencia de Peter Goelet en la calle 19, que se mantuvo hasta 1897. Sin embargo, a partir de los años 1870, la sección de Broadway desde Union Square hasta la calle 23 se convirtió en lo que más tarde se denominó "Ladies Mile", ocupada por tiendas como Tiffany & Co. (en 15 Union Square West ), Lord & Taylor (en 901 Broadway ) y Arnold Constable & Company (en 881-887 Broadway). Cualquier uso residencial fue reemplazado rápidamente por empresas comerciales, que en ese momento se estaban expandiendo rápidamente a lo largo de esta sección de Broadway.

### Uso
Al adquirir la tierra de sus tíos, Robert y Ogden Goelet deseaban construir una nueva estructura y contrataron a Edward Hale Kendall para diseñar un nuevo edificio en la esquina noroeste de la calle 20 con Broadway. Los hermanos Goelet originalmente pensaron que su nuevo desarrollo era un edificio de uso mixto, con el primer y segundo piso destinados a tiendas y el resto a uso residencial. Kendall, que había utilizado diferentes estilos arquitectónicos para sus edificios anteriores, podría haber elegido el estilo Reina Ana como más adecuado para una estructura que contenía apartamentos en lugar de espacios comerciales. La construcción comenzó en junio de 1883 y el edificio se completó un año después.
El espacio comercial fue alquilado por Gorham Manufacturing Company, una empresa de fabricación de plata de Providence, Rhode Island, que abrió su tienda en Nueva York en el primer y segundo piso de 889 Broadway en mayo de 1884. Poco después, 889 Broadway se hizo conocido como el edificio Gorham Manufacturing Company. Los apartamentos de arriba se utilizaban como "cuartos de solteros", que carecían de cocinas. En 1888, Gorham amplió su espacio comercial; el tercer piso se convirtió en una sala de grabado en placa de plata y el cuarto piso se convirtió en una sala de ventas. En 1893, la operación comercial de Gorham se expandió al resto del edificio.
En la primera década del siglo XX, se abrieron fábricas y lofts en el área alrededor de 889 Broadway. Además, las tiendas de Ladies 'Mile comenzaron a moverse más al norte hacia un espacio más grande. B. Altman and Company se mudó en 1906 a 355-371 Fifth Avenue, entre las calles 34 y 35, en diagonal frente al actual Empire State Building. La Compañía Gorham se trasladó más tarde ese mismo año a 390 Fifth Avenue, una cuadra al norte en 36th Street, que había abierto en septiembre de 1905.
El edificio fue convertido por John H. Duncan en 1912 en lofts y oficinas, quitando una torre de esquina y agregando buhardillas en el techo. Diez años más tarde, los pisos superiores se dividieron en zonas para permitir también el uso industrial ligero. En 1977, fue restaurado a su configuración original, con una tienda en la planta baja y el resto de pisos convertidos en apartamentos cooperativos. El edificio fue designado como un hito de Nueva York el 19 de junio de 1984, y fue designado nuevamente como parte del Distrito Histórico Ladies 'Mile en 1989. Alrededor de 1988, el espacio comercial fue ocupado por Fishs Eddy, un minorista de vajillas. Fishs Eddy permanece en el edificio a A 2019.

## Descripción
889 Broadway es un edificio de ocho pisos ubicado en la esquina noroeste de 19th Street y Broadway. Fue diseñado por Edward Hale Kendall al estilo Reina Ana. El edificio es inusual porque es uno de los relativamente pocos edificios comerciales de estilo Reina Ana en Nueva York. Utilizado por primera vez en los Estados Unidos en los años 1860, el estilo Reina Ana incluía características como fachadas de ladrillo asimétricas, molduras decorativas de piedra, ornamentación elaborada y techos interrumpidos por buhardillas o frontones.

### Fachada
Ubicado en un lote trapezoidal, 889 Broadway contiene una fachada de ladrillo con molduras de arenisca. El edificio mide 16,8 m ancho en Broadway, con tres tramos verticales a lo largo de esa fachada, y 33,2 m largo de la calle 19, con siete tramos. La fachada norte mide 28 m ancho y la fachada occidental mide 16,2 m ancho; ninguna fachada tiene ornamentación. Las tramos generalmente están divididos por pilares verticales de ladrillo.  En la esquina de Broadway y 19th Street, originalmente había una torre coronada por una cúpula. Esto fue reemplazado más tarde por una esquina biselada con aberturas de ventanas.
Los dos pisos más bajos comprenden la base del edificio y fueron originalmente diseñados para arrendamiento comercial. Originalmente, los tramos verticales dentro de la base estaban separadas por pilares tallados en relieve. A lo largo de Broadway, la fachada original de tres tramos en el primer piso fue reemplazada en 1912 con la fachada actual de cinco tramos de piedra caliza. En el segundo piso, las ventanas están hechas de marcos arqueados dentro de aberturas rectangulares, a excepción del tramo central en Broadway, donde hay tres ventanas de guillotina. También se colocó un dosel a dos aguas sobre la entrada de la tienda Gorham, sobre el tramo central de Broadway. Entre el segundo y tercer piso hay un par de marcapianos de piedra.
Por encima de los dos pisos inferiores, las ventanas de la fachada de Broadway contienen ventanas de guillotina de diseño similar, excepto que el tramo central es más estrecha.. Un recorrido de cuerdas corre entre el quinto y sexto piso, rodeando la fachada de la calle 19. En la fachada de la calle 19, todos los huecos de las ventanas contienen una ventana de guillotina por piso desde el tercer al séptimo piso. Las columnas de ventanas se agrupan en dos patrones. Desde Broadway, la primera, cuarta y séptima columnas de ventanas son idénticas entre sí y contienen marcos de ventanas de hierro negro. Las columnas segunda / tercera y quinta / sexta de ventanas están emparejadas, con bandas de ladrillo y piedra que separan cada ventana tanto horizontal como verticalmente. Las características notables de ambas fachadas incluyen arcos segmentados sobre el quinto piso de varias tramos, así como motivos de volutas tallados y pilares ligeramente salientes.
889 Broadway está coronado por un tejado empinado de pizarra. Se instalaron ventanas abuhardilladas en el techo, en el octavo piso, en 1912. Se construyó un ático en la mitad norte del techo en 1977. Las buhardillas están ubicadas sobre las tres ventanas a lo largo de Broadway, y sobre las ventanas primera, cuarta y séptima a lo largo de la calle 19.